# Laportea sumatrana
Laportea sumatrana är en nässelväxtart som beskrevs av Elmer Drew Merrill. Laportea sumatrana ingår i släktet Laportea och familjen nässelväxter. Inga underarter finns listade i Catalogue of Life.